# SD GUNDAM 武者G世紀
「SD高達 武者G世紀」（SDガンダム ムシャジェネレーション）是SD戰國傳系列第十二作，在設定集「武者英雄譚」中，以此部作品，作為SD戰國傳的真正前傳。角色原型及模型作品，採用SD高達G世代商品為兼用件，以半舊模半新件方式推出。
故事是發生在武者高達未曾出現、世界依然有人類出現的「天主之國」中。由人類操縱的機械，稱為「武者」。有一天，「黑色武士團」發動叛變，將天主之國女王「月姬」擄走。為救出月姬，少年武士「侶蘭」決定駕駛白色的魔神像「武者Turn-A」，挑戰由東方不敗率領的黑色武者團。最後在與軍團真正首領、由古化文明時期殘存至今、被稱為「皇帝」的巨大電子頭腦交戰時，月姬一族代代相傳的「高達結晶」，令武者Turn-A獲得自我意識，成為「武者實驗型高達」。最後更將「皇帝」打倒。
隨著時代過去，「機動兵器」亦進化成「機械生命體」，亦即是後來的「武者頑馱無」。

## 人物介紹

### 天主之國
武者Turn-A高達／侶蘭(羅蘭)
本篇主角機，由少年武士．侶蘭所召喚的白色魔神像，可使用將光粒子轉化成武器的閃光兵器，以及裝備巨大雙翼的「月光神盾」，成為「月光戰神型態」。原本是無意識的機體，獲得高達結晶力量後，才獲得自我意識。
別名「月光戰神」。
武者加貝拉高達／射亞(馬沙/夏亞)
初代「白色武士團」團長、有「紅彗星」之稱的馬沙之愛機。由於他預料到黑色武士團將會出現，所以與加貝拉一同進行封印，進入沉睡狀態。後來在侶蘭的輝力下發生共鳴，而得以復活，並與黑之武士團作戰。
裝備有倚靠射亞輝力，進行遠距離操作的「飛翔閃光劍」，在舊式機中，為性能極高的一員。
別名「赤之彗星」。
武者藍高達／緋色(希羅)
接受討伐黑色武士團的隱密劍士．緋色之乘機。專為隱密作戰設計，裝甲「真珠之鎧」，能夠隔絕用者一切氣息，使對手難以察覺。雖然是舊式武者，但在緋色的超卓操縱下，仍能發揮極強威力。而表面上是大型火器的「爆滅轟炮」，表面上是火炎炮，實際上卻配有壓縮的自爆炸藥。
別名「蒼藍戰慄」。
武者高達MK-IV／珠童(捷度)
本來由於無法復原，而遭長時間棄置的武者，後得珠童修復後，才再次起動，更被他稱為「金剛之刃」。除了復原部份武器，珠童更加上自己專用舊裝備「大型劍．金剛力將來劍」，令戰鬥力大幅提升。在黑帝城與皇帝交戰時，代替侶蘭救出月姬。
別名「金剛之刃」。
玩具中唯一比ms版更遲推出(其他機體均是先推出武者版本再推出更換部件的ms版本)

### 黑色武士團
武者尊者高達／東方不敗
黑色武士團最強的武者、前「白色武士團」軍團長駕駛的武者，以格鬥戰為主，因此裝備一刀兩斷的閃光兵器，可使出「暗黑破碎手刀」，輕易貫穿敵人裝甲。
別名「王者之風」。
式無馬守／武者藍高達2號
式無馬守專用機，裝備充滿騎士風格的武器。
只在漫畫版登場。
「皇帝」
黑色武士團真正首領、由古化文明時期殘存至今、被稱為「皇帝」的巨大電子頭腦，為抹殺所有人類，建立由機械主宰的國家而發動戰爭。